# Andrea McArdle
Andrea McArdle (Filadelfia, 5 novembre 1963) è un'attrice e cantante statunitense.

## Biografia
È nota soprattutto per aver interpretato l'orfanella Annie nella produzione originale di Broadway del musical Annie nel 1977; per la sua performance ha vinto il Theatre World Award, l'Outer Critics Circle Award ed è stata candidata al Tony Award alla miglior attrice protagonista in un musical. Annie segnò anche il vertice della carriera della McArdle, che non è mai riuscita ad eguagliare il successo del suo debutto da bambina. Dal 1994 non ha più recitato a Broadway, ma ha comunque recitato in musical famosi in produzioni regionali come Les Misérables (tour, 1994), Cabaret (tour, 1998), Gypsy (Bay Area, 2004), Annie prendi il fucile (Price, 2006) e Mame (tour, 2013).

## Filmografia parziale

### Televisione
- Rainbow, regia di Jackie Cooper – film TV (1978)
- Annie - Cercasi genitori (Annie), regia di Rob Marshall – film TV (1999)